# Wolf Heinrich von Venediger
Wolf Heinrich von Venediger (* in Zwenkau; † 1706 in Grodno) war ein polnisch-kursächsischer Generalleutnant.

## Leben

### Herkunft und Familie
Wolf Heinrich war Angehöriger des preußischen Adelsgeschlechts von Venediger. Seine Eltern waren der Landrichter am hohensteinischen Landgericht sowie Kurbrandenburgischer Oberstleutnant Hans von Venediger und Dorothee, geborene von Arnswaldt.
Er vermählte sich mit Catarina Elisabeth von Erlach (1650–1710). Aus der Ehe sind eine Tochter und fünf Söhne hervorgegangen, darunter: der russische Generalmajor Thomas Georg von Venediger (1686–1732)., der sächsische Oberst des Kürassierregiments Nr. 4 Hans Heinrich, Gefallen 1737 in Ungarn, Wolf Friedrich wurde Oberst in Littauischen Dragoner-Regiment.
Er war Erbherr auf dem preußischen Rittergut Drachenstein im Kreis Rastenburg.

### Werdegang
Venediger studierte in Universität Leipzig, wo er 1654 seine Deposition hatte und 1655 immatrikuliert war. Er war nassauischer Oberforstmeister und avancierte dann in der Sächsischen Armee bis zum Generalleutnant. Während des Großen Nordischen Krieges konnte er sich gegen Schweden mehrfach auszeichnen. In den Jahren 1705 bis 1706 führte er eine Gesandtschaft in Russland. Im Zuge der Blockade von Grodno hat er ebd. den Tod gefunden.